# Vícenice u Náměště nad Oslavou
Vícenice u Náměště nad Oslavou é uma comuna checa localizada na região de Vysočina, distrito de Třebíč.